# Fortaleza de Brest

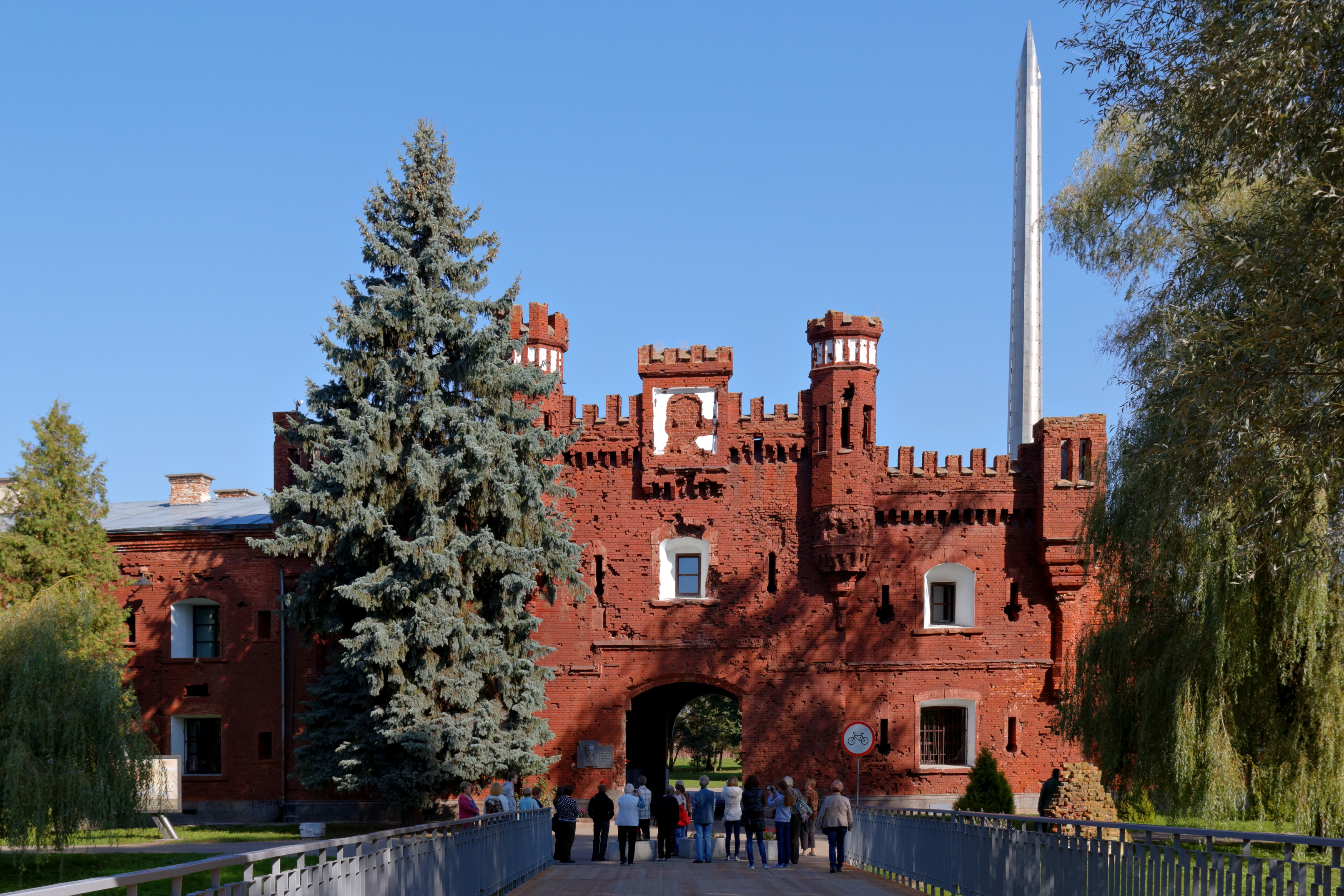
Puerta Jólmskaya (de Chełm) de la Fortaleza de Brest

Fortaleza de Brest (en bielorruso: Брэсцкая крэпасць) es un monumento a la arquitectura de defensa, erigida a mediados del siglo XIX está situada al oeste de la ciudad de Brest.

## Construcción
Fue construida sobre un antiguo asentamiento situado en islas formadas por los ríos Bug Occidental y Mujavets, así como por canales artificiales. Este lugar fue elegido para la construcción de la Fortaleza de Brest debido a su posición de gran importancia estratégica militar. El ingeniero militar Delovan fue quien sugirió la construcción de esta fortificación en 1799 y el proyecto fue elaborado por los ingenieros militares Karl Oppermann, Maletzki y A. Feldmann en 1830.
La fortificación Sur (Volinia) se construyó en el mismo lugar donde estaba el castillo de Brest, el cual fue derribado. La fortificación Norte (Kobryn) se construyó en el distrito del mismo nombre donde había un montón de casas particulares. La fortificación Oeste (Terespol) se construyó en la ribera del Bug Occidental. En este territorio hay muchas iglesias, monasterios, catedrales.
Algunos de ellos fueron reconstruidos y otros ajustados a las necesidades de la guarnición de la fortaleza.
La primera reconstrucción realizada ocupó el período comprendido entre 1833 y 1842. La primera piedra fue colocada el 1 de junio de 1836 y se terminó en 1842. La superficie total de todas las fortificaciones es de 4 kilómetros cuadrados. La longitud de la línea de defensa es de 6.4 kilómetros.
La parte más protegida de defensa fue la ciudadela que consta de dos plantas y 2 kilómetros de largo, consiste en un cuartel con formas curvas. Sus paredes son de 2 metros de espesor y sus 500 casamatas podrían dar cabida a 12.000 soldados con todas las municiones y alimentos necesarios para la defensa. Los huecos de las paredes de los cuarteles y troneras fueron ajustados para disparar diferentes tipos de armas. En el centro de la ciudadela se encuentra la iglesia de San Nikolas (Arquitecto Grimm 1856-1879), construida en la parte alta de la isla.
La ciudadela fue conectada con las otras tres fortificaciones con la ayuda de puertas y puentes. Se conecta con la isla Norte por medio de las puertas y puentes Brest y Brigid, con la isla Oeste por medio de la Puerta Terespol y el puente de cables más grande de todo el Bug occidental, y con la isla Sur a través de la Puerta Jólmskaya (de Chełm; en bielorruso: Холмская брама) y un puente levadizo.
Las fortificaciones de Terespol, Kobryn y Volinia, protegen la ciudadela. La línea de defensa exterior de la fortaleza consiste en murallas de 10 metros de alto con casamatas de ladrillo. Delante de ellas había canales con puentes. En un inicio, la fortaleza de Brest fue una de las fortificaciones más perfectas de los rusos. Entre 1878 y 1888 se construyeron otros 10 fuertes en torno a la misma, trazándose una línea de defensa de 30 kilómetros de largo.
La segunda reconstrucción tuvo lugar entre 1911 y 1914 como resultado de mejoras en la línea de defensa, con la construcción de una segunda línea de fuertes a una distancia de 6.7 kilómetros de la fortaleza de Brest. Sin embargo, esta reconstrucción no pudo ser terminada debido al comienzo de la Primera Guerra Mundial en agosto de 1915.
La Fortaleza de Brest es conocida también debido a que allí se firmó el Tratado de Brest-Litovsk en 1918 en el Palacio Blanco. Según el tratado de Paz de Riga (1921), el territorio de la Fortaleza de Brest, así como el territorio de la parte occidental de Bielorrusia se convirtió en parte de Polonia.
En septiembre de 1939, cuando los alemanes atacaron Polonia, una parte de la ciudadela se arruinó, siendo dañados el Palacio Blanco y la Administración de Ingeniería. Con el aumento de la movilidad y modernización tecnológica de las fuerzas militares, la Fortaleza de Brest perdió valor para la defensa militar, siendo utilizada para el acuartelamiento de tropas de las unidades del Ejército Rojo.

## Gran Guerra Patria
La primera gran batalla de la Operación Barbarroja fue la realizada en la zona de Brest, más precisamente, en la Fortaleza de Brest-Litovsk, la cual, debido a su ubicación estratégica controla los cruces sobre el río Bug, el ferrocarril y la carretera Varsovia-Moscú.
El 22 de junio, Rusia y todos los Estados postsoviéticos recuerdan con actos solemnes el inicio de la invasión nazi a la Unión Soviética, que inauguró el dramático periodo de la Gran Guerra Patria.
La madrugada del 22 de junio, sin previo aviso ni declaración alguna, brigadas de la Luftwaffe alemanas descargaron sus bombas sobre aeródromos, vías ferroviarias, bases navales y ciudades fronterizas de la Unión Soviética. Estas fueron las palabras de Viacheslav Mólotov, Ministro de Relaciones Exteriores de la Unión Soviética, cuando al mediodía del 22 de junio de 1941 informó al pueblo soviético del inicio de la guerra:

"La nuestra es una causa justa. El enemigo debe ser derrotado. La victoria será nuestra"

.
La ciudadela de Brest fue uno de los primeros bastiones soviéticos atacados por la Alemania nazi. Los defensores de la fortificación resistieron más de un mes el empuje de fuerzas superiores en número.
Las murallas de la ciudad de Brest fueron testigos de los trágicos acontecimientos de los primeros días de la guerra. Por las numerosas huellas que dejaron los proyectiles en ellas se puede imaginar lo feroz que fue el ataque de los nazis. En algunas partes de la fortaleza aún se notan los efectos de los lanzallamas.
A los defensores les faltaban armas, alimentos y agua. Para desmoralizarlos, los alemanes empezaron a repartir panfletos en los que les prometían dejarlos con vida en caso de rendirse, pero no lograron su objetivo. La heroica resistencia de los combatientes soviéticos duró casi un mes.
Pero después de unas horas, quedó claro que el plan de los nazis no funcionaba. Los soldados soviéticos consiguieron superar el choque y empezaron a resistir a pesar de que las fuerzas del enemigo eran el doble y a pesar de la escasez de municiones, alimentos, agua y medicinas, la guarnición consiguió frenar el empuje del enemigo pero finalmente los alemanes tomaron bajo control la mayor parte de la fortaleza. Pequeños grupos de combatientes rusos siguieron peleando y defendieron con tesón y abnegación cada instalación o paso subterráneo. Sufriendo bajas enormes, los defensores de la fortaleza lograron inmovilizar toda una división alemana durante cuatro semanas.
La mayoría de los defensores de la fortaleza cayeron en aquellos combates. Sólo unos cuantos grupos pequeños pudieron escapar del cerco enemigo y moverse hacia la línea del frente. Muchos, ya heridos, fueron capturados por los alemanes. Algunos lograron fugarse de la prisión.
La última inscripción grabada en el ladrillo fundido de una de las celdas de la fortaleza lleva la fecha del 20 de julio de 1941:

"¡Me muero pero no me rindo! ¡Adiós, Patria!"

.
El hecho de que una división entera no pudiera doblegar en un mes una fortificación que, según el plan, debería haberse rendido en un cuarto de hora, conmovió a los mandatarios nazis. Por eso, en agosto de 1941 el mismo Hitler y Mussolini fueron a la fortaleza de Brest para verla con sus propios ojos. La vicedirectora del museo de la fortaleza de Brest, Larisa Bibik, menciona:

"Entraron en la fortaleza y vieron las huellas de la lucha tenaz, vieron toda la destrucción. Según sus informes, los atacantes nazis no cometieron ningún error. Creo que se dieron cuenta de que la valentía y el coraje de su enemigo merecían todo el respeto"

.
La fortaleza de Brest fue liberada tres años más tarde, el 28 de junio de 1944. La hazaña de sus defensores, al igual que miles de otras realizadas durante la Gran Guerra Patria, era un claro testimonio de la cohesión espiritual y la solidez moral de la gente, de su fe en una causa justa. La fortaleza de Brest se convirtió en un símbolo de la resistencia inquebrantable y el coraje de los combatientes soviéticos. Muchos defensores de Brest fueron condecorados, a título póstumo, con diversas órdenes y medallas.

## Actualidad
Hoy en día, todo el territorio de la fortaleza es un gran monumento a las víctimas de los primeros días de la guerra. Cada año, los veteranos se encuentran aquí con los escolares para contarles la tragedia que vivieron. Cada año, a las 4 de la madrugada, se tiran coronas de flores en las aguas del río fronterizo para homenajear a todos los soldados caídos en la Gran Guerra Patria. El número total de personas fallecidas en la URSS como resultado de la Gran Guerra Patria fue de 26,6 millones de personas, de las cuales 8.668.400 pertenecían al Ejército Rojo. Ningún otro país sufrió tantas bajas en la Segunda Guerra Mundial.
En 1971, se inauguró en Brest un impresionante complejo conmemorativo, obra del famoso artista soviético A. Kibálnikov. Dos esculturas enormes, "La Valentía" y "La Sed", el Panteón de la Gloria, la Plaza de Ceremonias, las ruinas conservadas de la antigua fortaleza y los cuarteles reconstruidos, junto con el puesto fronterizo que se mantiene operativo hasta hoy, integran un complejo singular que ocupa 70 hectáreas en un paisaje natural único entre el Bug del Oeste y el Mujavets.
Miles de turistas procedentes del mundo entero vienen cada año a la fortaleza de Brest para rendir homenaje a la memoria de sus defensores heroicos.
Mediante el Decreto del Presidium del Sóviet Supremo de la Unión Soviética, el baluarte de Brest recibió el 8 de mayo de 1965 la Medalla de Oro y el título honorífico de "Fortaleza Héroe".
La fortaleza de Brest siempre permanecerá en la memoria de la gente como un símbolo de patriotismo y de la hazaña de aquellas personas que sacrificaron sus vidas por la victoria contra el nazismo.